# Miloš Kljajić
Miloš Kljajić (Gornji Sjeničak, 1916. - Kordići Žumberački, 1944.), sudionik NOR-a, narodni heroj Jugoslavije

## Životopis
Miloš Kljajić je rođen 17. ožujka 1916. godine u Gornjem Sjeničaku kod Vrginmosta. Potječe iz veoma siromašne seljačke obitelji pa zbog velikog sirmaštva nije mogao završiti ni osnovnu školu. U Tuzli, BiH, gdje je radio u tuzlanskoj solani primljen je 1940. godine u Komunističku partiju Jugoslavije. Aktivno je sudjelovao u pripremi ustanka u sjevernom djelu Korduna u rujnu 1941. godine kada je postao zapovjednik partizanskog odreda "Sjeničak". Početkom 1842. godine postao je komandir Treće čete Četvrtog kordunaškog partizanskog odreda. U ljeto 1942. godine istakao se u borbama za Jastrebarsko i u spašavanju iz ustaškog koncentracijskog logora 727 djece s Kozare, Banije i Korduna. Godine 1943. godine postao je zapovjednik Prve kordunaške brigade. U borbama s Nijemcima na Žumberku poginuo je 14. srpnja 1944. godine kod sela Kordića.
Srpsko ime za selo Krnjaju kod Sombora u Vojvodini, Republika Srbija, nosi njegovo ime (Kljajićevo).